# Formica elevata
Formica elevata är en myrart som beskrevs av Fabricius 1782. Formica elevata ingår i släktet Formica och familjen myror. Inga underarter finns listade i Catalogue of Life.